# Nalliers (Vandea)
Nalliers è un comune francese di 2 209 abitanti situato nel dipartimento della Vandea nella regione dei Paesi della Loira.

## Società

### Evoluzione demografica
Abitanti censiti